# Chthonius pygmaeus
Chthonius pygmaeus är en spindeldjursart som beskrevs av Beier 1934. Chthonius pygmaeus ingår i släktet Chthonius och familjen käkklokrypare. Inga underarter finns listade i Catalogue of Life.